# Ulvaceae
Ulvaceae es una familia de algas verdes.

## Géneros
- Enteromorpha
- Enteronia
- Gemina
- Letterstedtia
- Lobata
- Ochlochaete
- Percursaria
- Phycoseris
- Ruthnielsenia
- Solenia
- Ulva
- Ulvaria
- Umbraulva